# 山中元孚
山中 元孚（やまなか もとざね、宝永元年（1704年）- 宝暦5年（1755年）7月29日）は、日本の江戸時代の郷士。鴻池村山中総本家の7代目当主。出雲国の戦国武将山中幸盛の子孫。山中義男の子。通称は（7代）山中新右衛門と称した。
墓所は兵庫県伊丹市鴻池の慈眼寺境内墓地にある。法号は萬機宗安居士。享年51。

## 生涯
山中義男の子として生まれた。正徳5年（1715年）9月24日に鴻池村の山中本家では6代目当主であった山中英元が28歳で急死し、跡継ぎの男子がなかったために、急遽山中本家に養嗣子として入り、家督を継いで7代目山中新右衛門と称した。